# La Crosse, Wisconsin
La Crosse este o localitate, municipalitate și sediul comitatului La Crosse,  statul Wisconsin, Statele Unite ale Americii.